# スウェーデン医療製品庁
スウェーデンの医療製品庁（Medical Products Agency、スウェーデン語: Läkemedelsverket、MPA）とは、スウェーデン保健・社会政策省配下の機関の一つ。医薬品・医療機器・化粧品の開発・製造・販売について、規制と開発審査の責務を持つ。およそ750人のスタッフを抱えており、多くは薬学者や医師である。
MPAの責務は、患者と医療関係者が安全・効果的な医療製品へのアクセスを可能とすること、かつそれは合理的な費用対効果であることとされている。
EUレベルにおける規制基準策定において、MPAは主導的な機関の一つである。過去5年間では、中央機関(欧州レベルなど)において医薬品審査過程を通過した数について、ヨーロッパ3機関の中でMPAが第一位であった。MPAは欧州における医療品規制分野において意欲的であり、欧州医薬品規制首脳会議 (HMA)および欧州医薬品庁(EMA)において、110以上のワーキングループ・委員会に参加している。